# Opowieść letnia
Opowieść letnia (fr. Conte d’été) – francuski film romantyczny z 1996 roku w reżyserii Érica Rohmera. Trzecia część jego cyklu Opowieści czterech pór roku (Contes des quatre saisons); pozostałe trzy to: Opowieść wiosenna (1990), Opowieść zimowa (1992) i Jesienna opowieść (1998).
Fabuła filmu skupiona jest na Gaspardzie, nieśmiałym chłopaku, który jest absolwentem matematyki. Spędza on wakacje nad wodami kanału La Manche. W wolnym czasie nawiązuje bliską relację z dwiema dziewczynami, chociaż jest już w związku z inną kobietą. Z każdą z nowo poznanych partnerek czuje się inaczej. Obie wyzwalają w nim odmienne uczucia. Podczas tej wakacyjnej przygody Gaspard musi się zdecydować, czy ma być zmysłowym kochankiem, opiekunem czy cynikiem.
W 1996 roku Opowieść letnia była zaprezentowana w ramach sekcji "Un Certain Regard" na 49. MFF w Cannes.

## Opis fabuły
Gaspard (Melvil Poupaud), nieśmiały absolwent matematyki, spędza wakacje w nadmorskiej miejscowości Dinard, we francuskiej Bretanii. Przybywa tam by spotkać się ze swoja dziewczyną Léną (Aurelia Nolin), która, wraz z siostrą, w tym samym czasie jest w Hiszpanii. Młody mężczyzna, czekając na przyjazd Lény, spędza czas na pobliskiej plaży, kąpie się w morzu, a także gra na gitarze. W jednym z lokali gastronomicznych, zlokalizowanych w sąsiedztwie plaży, poznaje Margot (Amanda Langlet). Dziewczyna jest studentką etnologii, która w okresie wakacji dorabia jako kelnerka w kawiarni należącej do jej ciotki. Margot podoba się Gaspardowi, ale związana jest z kimś innym. Dziewczyna nie ma w planach wdawania się w wakacyjny romans. Zostają więc przyjaciółmi.
Margot towarzyszy Gaspardowi podczas spacerów i wypytuje go o szczegóły z jego życia. Dziewczyna wysłuchuje z zainteresowaniem jego opowiadań, także na temat Lény, która nieraz bywa bezwzględna wobec swojego wybranka. Pewnego wieczoru, gdy dwójka dociera na dyskotekę, Margot przedstawia Gaspardowi swoją koleżankę Solene (Gwenaëlle Simon). Jest ona otwarta na krótką miłosną przygodę z nowo poznanym chłopakiem. Gaspard ma jednak wyrzuty sumienia spowodowane brakiem uczciwości wobec Lény. Ulega jednak Solene, która jest nim żywo zainteresowana. W końcu, po kilkunastu dniach, Léna zjawia się w Dinard.

## Obsada
Źródło: 
- Melvil Poupaud – Gaspard
- Amanda Langlet – Margot
- Gwenaëlle Simon – Solene
- Aurelia Nolin – Léna
- Aimé Lefèvre –  Nowofundlandczyk
- Alain Guellaff –  wuj Alain
- Evelyne Lahana –  ciotka Maiwen
- Yves Guérin –  akordeonista
- Franck Cabot –  kuzyn Lény

## Opis dzieła

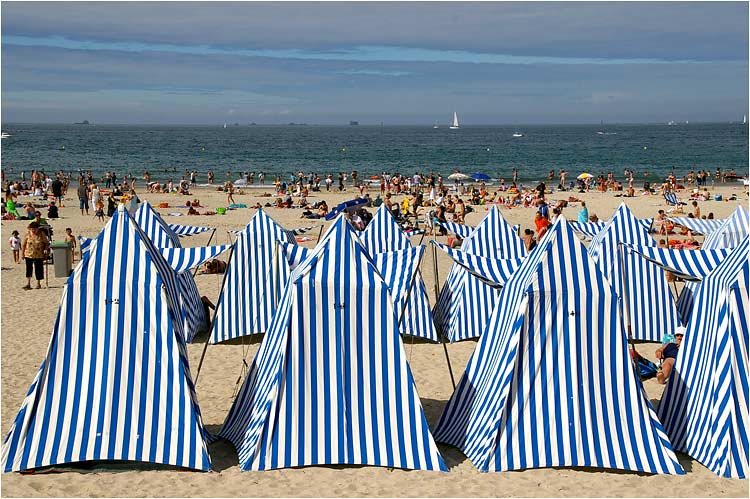
Widoczne w filmie charakterystyczne namioty na plaży w Dinard

Film jest trzecią częścią z cyklu Opowieści czterech pór roku, stworzonego przez francuskiego krytyka, dziennikarza i filmowca Érica Rohmera. Operatorka kamery zaprezentowała w sentymentalny sposób widoki plaży pełnej wypoczywających ludzi, kolacji w kawiarniach, tańców w nadmorskim lokalu, a także bujne łąki. W tym filmie reżyser udowodnił widzowi, że kontekst prowadzonych dyskusji jest tak samo ważny, jak ich treść. Rohmer celowo operował otwartymi przestrzeniami scenografii. Natomiast wąska ścieżka biegnąca wzdłuż ruin, która nieco przypominała labirynt, była miejscem trudnej i złożonej rozmowy dwóch osób. Otoczona drzewami polana stała się doskonałym miejscem dla intymnych zbliżeń dwojga bohaterów.
Istotne w dziele Francuza były dobór ubioru głównych bohaterów, a także ich poruszanie się. W tym, jak i w innych filmach Rohmera nieprzypadkowe były gesty i spojrzenia postaci, na których opierał się filmowy erotyzm. Stroje bohaterek w subtelny sposób eksponowały kształty ich sylwetek, a dzięki ich finezyjnym gestom i ruchom widz może odczuć miłość obecną w letnim powietrzu. Podczas jednego z kolejnych spotkań Gaspara i Margot, poświęconych rozmowom, chłopak po raz pierwszy odczuł fascynację dziewczyną. Wówczas reżyser i operatorka kamery postanowili ukazać tę scenę z odmiennej perspektywy. Twórcy umieścili kamerę tak, by to nogi dziewczyny, które osłaniała krótka sukienka, stanowiły większość kadru. 
Opowieść letnia jest tym filmem reżysera, który uznawany jest za najbardziej personalny w cyklu Opowieści czterech pór roku. Fabuła filmu ma nawiązywać do niepokojów zajmujących Rohmera w latach jego młodości, a także problemów twórcy w relacjach damsko-męskich. Również silny zapał głównego bohatera do muzyki i gry na gitarze nie jest przypadkowy – ta fascynacja była ważna w życiu Francuza. Mimo że twórca pozbawił obraz walorów intelektualnych dzieło nie stało się mniej wartościowe. Nadal widz ma do czynienia z głębokimi problemami miotającymi ludźmi w młodym wieku.
Mimo zmieniających się nieustannie uczuć głównych bohaterów, przy jednoczesnym prostszym sposobie konstruowania myśli, i obecnego nieustannie języka ciała kosztem odsunięcia na dalszy plan intelektualności obraz Rohmera nie traci na jakości. Wręcz przeciwnie, wszystko to dodaje filmowi wdzięku, na co widz nie jest obojętny. Sportretowana w obrazie tytułowa pora roku jest okresem beztroski, co powoduje, że letnie problemy ludzi powinny być trywialne. Jednak w Opowieści letniej twórca ich nie zbagatelizował.

## Miejsca lokalizacji zdjęć
Zdjęcia do filmu zostały zrealizowane na terenie Francji: Dinard, Saint-Briac-sur-Mer, Saint-Cast-le-Guildo, Saint-Jacut-de-la-Mer, Saint-Lunaire i Saint-Malo.